# Geolycosa diffusa
Geolycosa diffusa là một loài nhện trong họ Lycosidae.
Loài này thuộc chi Geolycosa. Geolycosa diffusa được Carl Friedrich Roewer miêu tả năm 1960.